# Mastorava
Mastorava (Масторава) este un poem epic mordvin compilat pe baza mitologiei și folclorului mordvin de Aleksandr Sharonov, publicat în 1994 în limba erziană, o versiune în limba mokșană fiind anunțată la acea vreme.

## Descriere
Epopeea Mastorava este similară din punct de vedere tipologic cu epopeea kareliană-finlandeză Kalevala, epopeea estonă Kalevipoeg și epopeea letonă Lachplesis. Este asemănătoare conceptual cu o epopee greacă veche. În acestea, eroii sunt oameni-zei, constructori ai lumii, care contribuie la viața, obiceiurile și legile oamenilor. 
Poemul este format din cinci părți intitulate „Universul”, „Antichitate”, „Epoca regelui Tyushtya”, „Epoca eroică” și „Epoca nouă” și cuprinde 21 legende. Mastorava este o zeiță a Pământului în mitologia mordvină. Numele mastor-ava înseamnă literalmente „pământ femeie”, mastor fiind cuvântul mordvin pentru „pământ, ținut”.
În epopeea Mastorava, Tyushtya este un țăran ales de oameni să fie rege, lider al alianței clanurilor mokșan și erzian și lider militar al armatei aliate. În timpul domniei sale, Mordovia se întindea de la Volga la Nipru și de la Oka la Marea Neagră.
În mitologia mordvină, Tyushtya este un zeu al lunii, fiul zeului tunetului și al fetei muritoare Litova. El își schimbă vârsta în fiecare lună, urmând fazele Lunii.

## Versiune
„Mastorava” este publicat în cinci limbi: erziană, mokșană (traducere de M. Moiseev), rusă (traducere de A. Sharonov), maghiară (traducere de Maria Duganchi), finlandeză (traducere de Raya Bartens).